# Альоша Жорга
Альоша Жорга (25 лютого 1947) — югославський баскетболіст.
Срібний призер Олімпійських ігор 1968 року.
Срібний призер Юнацького чемпіонату Європи (U-18) 1966 року.